# Ștefan Gheorghiu (Musiker)

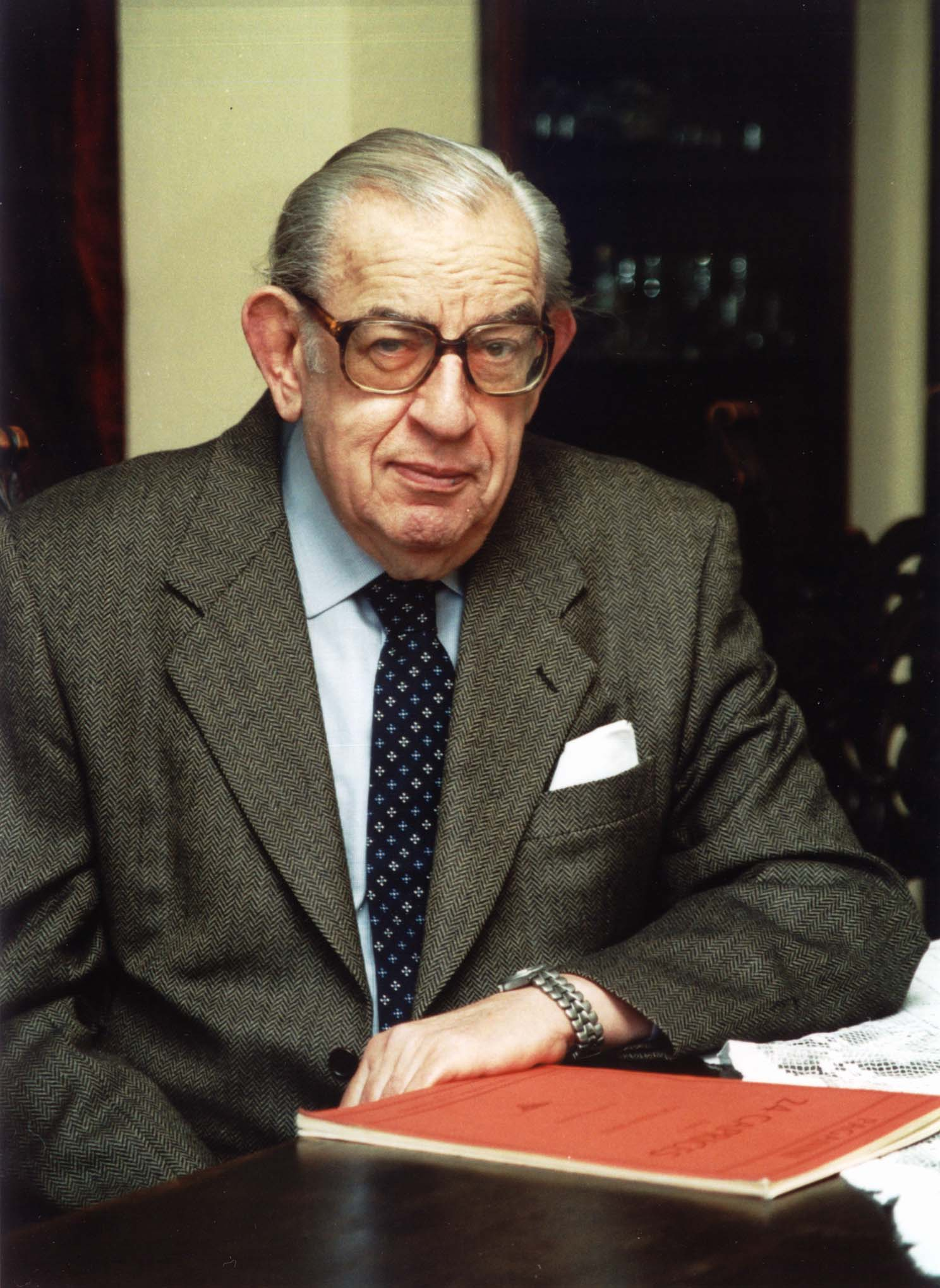
Ștefan Gheorghiu, 2000

Ștefan Gheorghiu (* 23. März 1926 in Galați; † 17. März 2010) war ein rumänischer Geiger und Musikpädagoge.

## Leben
Der ältere Bruder des Pianisten Valentin Gheorghiu begann im Alter von fünf Jahren Geige zu spielen. Sein Lehrer war Eduard Caudella. Er besuchte die Königliche Musikakademie Bukarest und erhielt auf Empfehlung von George Enescu ein Stipendium für ein weiterführendes Studium am Pariser Konservatorium, wo er bei Maurice Heditt studierte. Bei Ausbruch des Zweiten Weltkrieges kehrte er nach Rumänien zurück und setzte dort seine Ausbildung bei Filip Garabet Avakian (Geige) und Mihail Jora (Musiktheorie) fort. Von 1959 bis 1961 nahm er in Moskau Unterricht bei David Oistrach.
1943 debütierte Gheorghiu als Solist unter der Leitung von Mihai Jora mit Felix Mendelssohn Bartholdys Violinkonzert. 1946 wurde er Sologeiger des Philharmonieorchesters Bukarest. Er gab zahlreiche Konzerte in Rumänien und im Ausland u. a. mit den Dirigenten George Georgescu, Mihai Brediceanu, Constantin Silvestri, Emanuel Elenescu, Franz Konwitschny, Kirill Kondraschin, Jean Perisson und Karel Ančerl. Gheorghius besonderes Interesse galt der zeitgenössischen Musik, und er spielte Uraufführungen von Werken Pascal Bentoius, Alfred Mendelssohns, Paul Constantinescus und Wilhelm Georg Bergers.
Auch als Kammermusiker war Gheorghiu erfolgreich. Im Duo mit seinem Bruder Valentin gewann er beim ersten George Enescu Festival 1958 den Ersten Preis. Mit ihm und dem Cellisten Radu Aldulescu bildete er das Romanian Trio, mit dem er durch viele Länder tourte und in Deutschland, der Schweiz und Italien Aufnahmen einspielte. Als Juror wirkte er an bedeutenden Violinwettbewerben mit, u. a. am Tschaikowski-Wettbewerb in Moskau, dem Paganini-Wettbewerb in Genua und am Wieniawski-Wettbewerb in Posen. Außerdem unterrichtete Gheorghiu ab 1960 an der Nationalen Musikuniversität Bukarest. Zu seinen zahlreichen Schülern zählen Gabriel Croitoru, Alexandru Tomescu, Mihaela Martin, Corina Belcea, Dan Claudiu Vornicelu, Silvia Marcovici, Adelina Oprean, Irina Mureşanu, Florin Paul und Angèle Dubeau.